# 伍倫加龍屬
伍倫加龍（學名：Woolungasaurus）是種已滅絕海生爬行動物，屬於蛇頸龍亞目薄板龍科。屬名意為「Woolunga的蜥蜴」，Woolunga是澳洲原住民神話中的一種爬行動物。
格倫道爾伍倫加龍的模式標本是個部份骨骼，發現於澳洲昆士蘭的Wallumbilla組，年代為白堊紀的阿爾比階，包含46節脊椎、肋骨、前肢、肩帶、以及部份後肢。另一個未命名種的化石，發現於澳洲艾爾湖附近的Maree組，年代為白堊紀，包含12節脊椎。在1982年，澳洲昆士蘭Maxwelltown附近發現的一個頭骨，被歸類於伍倫加龍。
伍倫加龍是種典型的薄板龍科，具有40顆銳利的牙齒，身長估計為9.5公尺。北美洲的Hydralmosaurus，也屬於薄板龍科，可能是伍倫加龍的近親。